# 池田奈緒
池田 奈緒（いけだ なお、11月または12月 - ）は、日本のキャラクターデザイナー・イラストレーター。DeNA所属。射手座。O型。

## 経歴
神奈川県出身。元々アニメーターを目指していたが、大学生時代に姉から『ファイナルファンタジーV』を薦められ、プレイした後「ゲームってこんなにすごいんだ！自分もこんな仕事をしてみたい」と感化されゲームクリエイターの道を志願したと言う。
1998年にスクウェア（現スクウェア・エニックス）に入社し、『聖剣伝説 LEGEND OF MANA』で初参加。
『聖剣伝説 LEGEND OF MANA』を手掛けたその後、スクウェア（現スクウェア・エニックス）の業績悪化の為一時的にチュンソフトに移籍した。
2010年の10月にフリーランスとなり高橋一彦と共に「RavenalaStudio（ラベナラスタジオ）」を設立。
2015年、現在は高橋と共にDeNAに所属している。

## 人物
彼女の画風の特徴の一つとして『聖剣伝説2』キャラクターデザイナー亀岡慎一の色使いを彷彿させるような色使いが特徴である。
キャラクターの設定稿ではどうでも良い所に遊びを入れたり、ニキータの場合キャラクターに成りきって解説するなどの遊び心を見せる。
尊敬する人物は芦田豊雄。

## 作品

### ゲーム
- 聖剣伝説 LEGEND OF MANA：キャラクターデザイン（主人公男女2人以外）、キャラクターグラフィック
  - 聖剣伝説DS CHILDREN of MANA：イラスト全般
  - 聖剣伝説 FRIENDS of MANA：キャラクターグラフィック
  - 聖剣伝説4：モンスターを除くイラスト全般
  - 聖剣伝説 HEROES of MANA：スペシャルサンクス
- 不思議のダンジョン 風来のシレン2 鬼襲来!シレン城!：キャラクターデザイン補佐
  - 不思議のダンジョン 風来のシレン外伝 女剣士アスカ見参!：キャラクターデザイン
- ドラゴンクエストキャラクターズ トルネコの大冒険3 不思議のダンジョン
- ファイナルファンタジータクティクスアドバンス：召喚獣デザイン 
  - ファイナルファンタジーXII：サブキャラクターデザイン
  - ファイナルファンタジーXIII：サブキャラクターデザイン
- タイムトラベラーズ：キャラクターデザイン
- ファンタジーライフ：イメージイラストレーション
- ワンダーフリック：キャラクターデザイン
- 逆転オセロニア：キャラクターデザイン

### イラスト
- 三国志IV スーパーガイドブック 上・下巻
- 光栄ゲームパラダイス外伝 英雄集結3 名軍師伝
- 大三国志倶楽部
- プー競馬！
- 信長の野望 天翔記 ハイパーガイドブック 上・下巻
- プー競馬！2
- 信長の野望 天翔記 スーパーガイドブック
- プー競馬！3
- 太閤立志伝II ハイパーガイドブック
- DaGaMa 創刊号
- 水滸伝 天命の誓い ハイパーガイドブック
- 信長の野望・将星録 プレミアムブック
- ルナティックドーン 前途への道標 完全研究
- ザ・コンビニ 完全研究
- ルーンファクトリー オーシャンズ：ゲスト作家イラスト

## 関連商品

### 書籍
- 風来のシレン 公式ファンブック ビックリの壺3（チュンソフト）ISBN 9784924978348
- 聖剣伝説4&CHILDREN of MANA公式設定資料集（メディアワークス）ISBN 9784840238779
- 聖剣伝説 25th Anniversary ART of MANA（スクウェア・エニックス）ISBN 9784757555426